# Scoliocentra alpina
Scoliocentra alpina är en tvåvingeart som först beskrevs av Friedrich Hermann Loew 1862.  Scoliocentra alpina ingår i släktet Scoliocentra och familjen myllflugor. Inga underarter finns listade i Catalogue of Life.